# ألتا فيورد
ألتا فيورد (الإنجليزية: Alta Fjord؛ النرويجية: Altafjorden) هو مضيق بحري في بلدية ألتا في مقاطعة ترومس أوغ فينمارك النرويجية.

## نبذة
يمتد المضيق البحري البالغ طوله 38 كيلومتر (24 ميل) من بلدة ألتا في الجنوب إلى جزيرتي ستيرنويا وسييلاند. يصب نهر التايلفا البالغ طوله 200 كيلومتر (120 ميل) في المضيق البحري في بلدة ألتا. في جزيرتي ستيرنويا وسييلاند، ينقسم المضيق البحري إلى مضيقين قبل أن يفرغ في البحر النرويجي.